# Otto Kemmerich

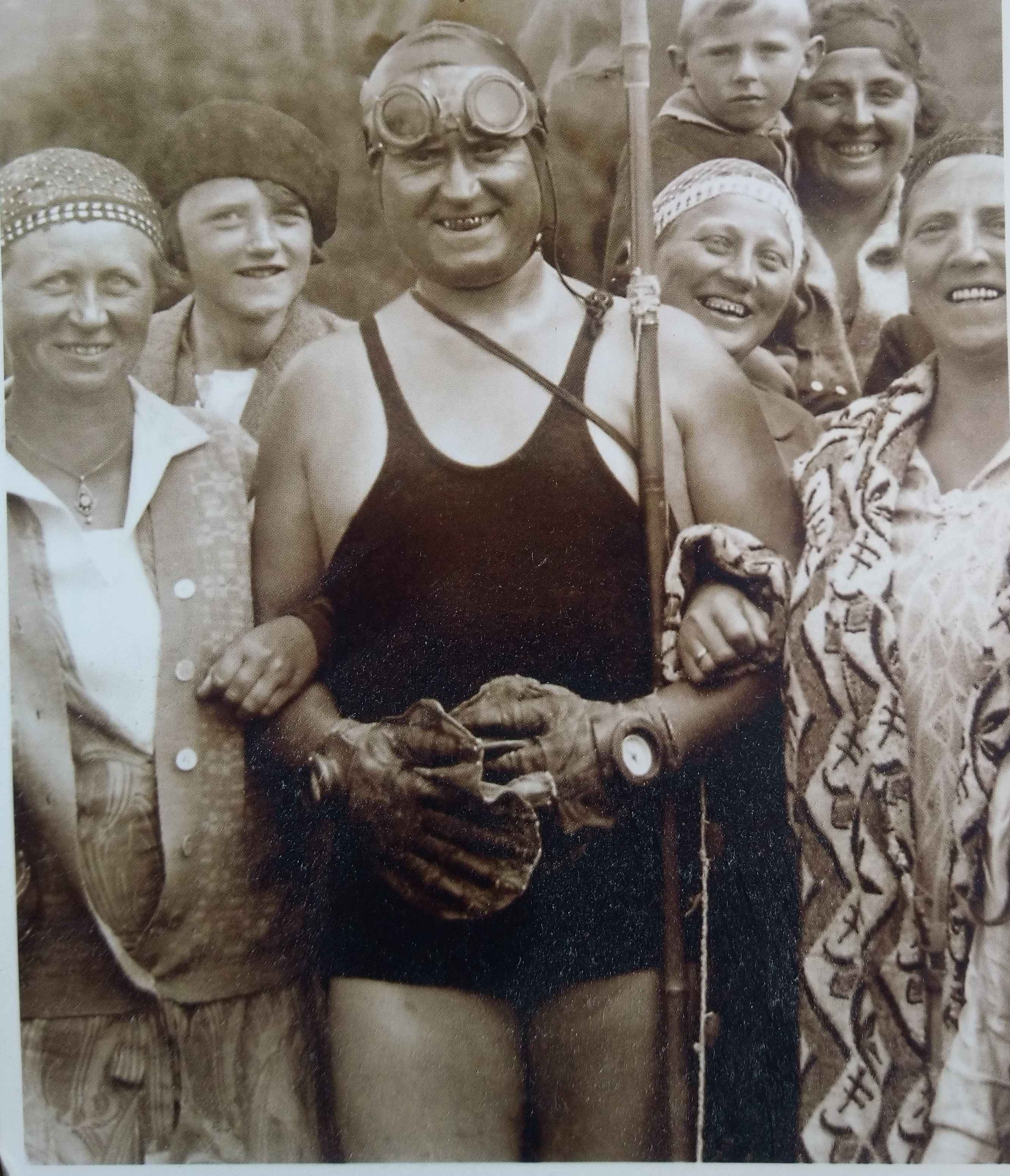
Kemmerich in den 1920er Jahren

Otto Kemmerich (* 1. April 1886 in Husum; † 11. August 1952 bei Utersum, Föhr) war ein deutscher Langstreckenschwimmer und Volksheld der 1920er-Jahre.

## Wirken
Kemmerich war der erste deutsche professionelle Schwimmer. Seebäder wie Westerland, Wyk, Norderney, Sellin, Zoppot verpflichteten ihn als „Wunderschwimmer“, um die Touristen zu unterhalten. Zu diesem Zweck experimentierte er mit wasserdichten Uhren, die er in seine Schwimmhandschuhe integrierte – lange bevor die Firma Rolex dies 1927 mithilfe von Mercedes Gleitze als Sensation verkaufte. In den 1920er-Jahren galt er als bester Langstreckenschwimmer der Welt. Sein Leben war geprägt von zahlreichen Rekorden im Dauerschwimmen. Außerdem widmete er sich der Dressurarbeit in verschiedenen Zirkusunternehmungen. Bevor er sich ab 1920 dem Schwimmen widmete, arbeitete er für Hamburger Krankenkassen. 1945–1947 war er Leiter einer Krankenkasse in Husum.

### Erfolge im Langstreckenschwimmen vor dem Zweiten Weltkrieg
Bekannt wurde er regional, als er am 12. August 1922 von der Nordseeinsel Nordstrand zum Husumer Steindeich schwamm. Am 19. Juli 1923 durchschwamm er den Bodensee. Im Juli 1924 startete er zu einer Tournee durchs nordfriesische Wattenmeer: Er hatte vor, die Strecke von Husum über Nordstrand, Pellworm, Hooge, Langeneß, Föhr und Amrum nach Sylt schwimmend zurückzulegen. Wegen tückischer Meeresströmungen war es noch niemandem gelungen, die 15 Kilometer lange Passage zwischen Amrum und der Nachbarinsel Sylt zu durchschwimmen. Ausgerüstet war er bei seinen Schwimmaktionen stets mit Uhr, Kompass und Seekarte. Eine rote Flagge signalisierte seine Position im Wasser. Ein Begleitboot lehnte Kemmerich aus finanziellen Gründen meistens ab. Auf dieser großen Tour durch das nordfriesische Wattenmeer aber war zumindest auf dem letzten Teilstück eines dabei; es nahm ihn in Schlepptau, als er zwischen Amrum und Sylt erschöpft aufgeben musste. Diese „Wattenmeer-Odyssee“, wie Zeitungen sie nannten, machte ihn überregional bekannt. Danach startete er seine Laufbahn als „Kurbäder-Schwimmer“.
Am 25./26. August 1925 meisterte er die 80 Kilometer zwischen Fehmarn und Warnemünde schwimmend, woraufhin erstmals auch die internationale Presse auf ihn aufmerksam wurde. Fortan nannte er sich „Weltmeister“.
Am 11. Juni 1925, auf der Strecke Norddeich–Norderney, waren es statt der roten Flagge zehn große rote Kinderluftballons – in 20 Meter Höhe schwebend – die seinen Standort markierten. Der Start erfolgte nachmittags um 15.00 Uhr:
„Mutterseelenallein zog er seine Bahn, um ihn herum der brausende Gesang des urewigen Meeres, gegrüßt von eilig vorüberziehenden Möwen im lichten Federkleid, betreut von der lachenden Junisonne“, schrieb der Buchdrucker, Redakteur und Heimatschriftsteller Jan Janssen.
Am 23. August 1926 versuchte er den Ärmelkanal zwischen Cap Gris-Nez und Dover in Bestzeit zu durchschwimmen, musste aber, auf Rekordkurs liegend, neun Meilen vor der Küste aufgeben: Vermutlich attackierte ihn nachts ein Tümmler und verletzte ihn schwer an der Hand. Seither hemmte ihn ein steifes Handgelenk. Trotz seines Handicaps schwamm er kurz darauf, am 9. September 1926, als erster Mensch durch den Fehmarnbelt von Fehmarn zur dänischen Insel Lolland, was ihm ein von der dänischen Zeitung Politiken gestiftetes Preisgeld in Höhe von 1.000 dänischen Kronen einbrachte.
Am 10. April 1927 stellte Otto Kemmerich im Schwimmbad der Wandsbeker Reichardt-Werke seinen ersten Weltrekord im Dauerschwimmen auf: 32 Stunden blieb er im Wasser. Im April 1928 baute er den Weltrekord in einem Manegebassin im Hamburger Zirkus Busch auf 46 Stunden aus, dabei bezwang er in einem Duell Mensch gegen Tier einen von ihm dressierten kalifornischen Seelöwen.
Im Sommer 1929 schwamm er ohne jede Begleitung die 100 Kilometer lange Wasserstrecke zwischen Pillau (Frische Nehrung/Ostpreußen) und dem Seebad Zoppot in der Danziger Bucht, wofür er 23:15 Stunden benötigte.
Bei Sturm durchquerte er am 17. August 1929 die Westerems von Rottum nach Borkum, am darauffolgenden Tag absolvierte er bei Sturm, Regen und Seegang die Etappe von Borkum nach Memmert. Sein in einem Seesack mitgeführtes Gepäck ging verloren; Uhr, Kompass und rote Flagge entriss die See, dazu trieb ihn der Ebbestrom von Memmert seewärts ab. Den Flutstrom ausnutzend und seit mehr als 12 Stunden im Wasser, erreichte er gegen 20:30 Uhr Norddeich.
Am 3. September 1929 schwamm Kemmerich die 62 Kilometer lange Strecke vom Leuchtturm Staberhuk (Fehmarn) nach Warnemünde trotz ungünstiger Witterung in 20 Stunden.
Am 5. Juli 1930 plante er, die Strecke von Juist nach Norderney schwimmend zu überwinden – groß angekündigt in der Norderneyer Badezeitung:
„Der Weltmeister hat sich absichtlich die denkbar schlechtesten Strömungsverhältnisse (Halbzeitstrom) gewählt und gibt sich selbst nur 50 % Chancen. Erfahrene Seeleute halten eine Durchschwimmung des Halbzeitstroms für ausgeschlossen.“ Er bestand auch diese Herausforderung, durchschwamm das Buse- und Seegatt und landete am Strand von Norderney, wo er wiederum von einer großen Menschenmenge erwartet wurde.
1938 schwamm er von Borkum nach Norddeich.

### Letzte Dauerschwimm-Aktion und Tod 1952
Nach jahrelanger Pause startete er 66-jährig am 25. Juli 1952 von Esbjerg (Dänemark) nach Husum. Sein Ziel war, die 200-Kilometer-Meeresstrecke schwimmend zurückzulegen, dabei ohne Beiboot von Insel zu Insel zu gelangen, um dann nach einer Pause erneut zu starten, sobald es Tide und Wetter erlaubten. Das Unternehmen, das er als „private Olympiade“ bezeichnete, glückte bis Hörnum auf Sylt. Vor sich hatte er nun die 15 Kilometer breite Passage zwischen Sylt und Amrum, an der er 1925 schon einmal gescheitert war. Allen Warnungen zum Trotz startete er. Dreimal warf ihn die hohe Dünung an den Strand zurück. Er wagte noch einen vierten Versuch – das letzte Mal, dass man ihn lebend sah. Am 17. August 1952 wurde seine Leiche zwischen Amrum und Föhr von einem Sylter Schiffer geborgen. Schwimmflossen, Kompass und seine Uhr, die auf 15 Minuten vor 7 Uhr stehen geblieben war, trug er noch bei sich. Die Leiche des Schwimmers wurde in Schlepp genommen und etwa 500 Meter vor dem Hedehusumer Strand verankert. Dort wurde sie bei fallendem Wasser geborgen, eingesargt und nach Husum überführt. Auf dem dortigen Ostfriedhof wurde er beigesetzt.